# Karl Sieveking (Ministerialbeamter)

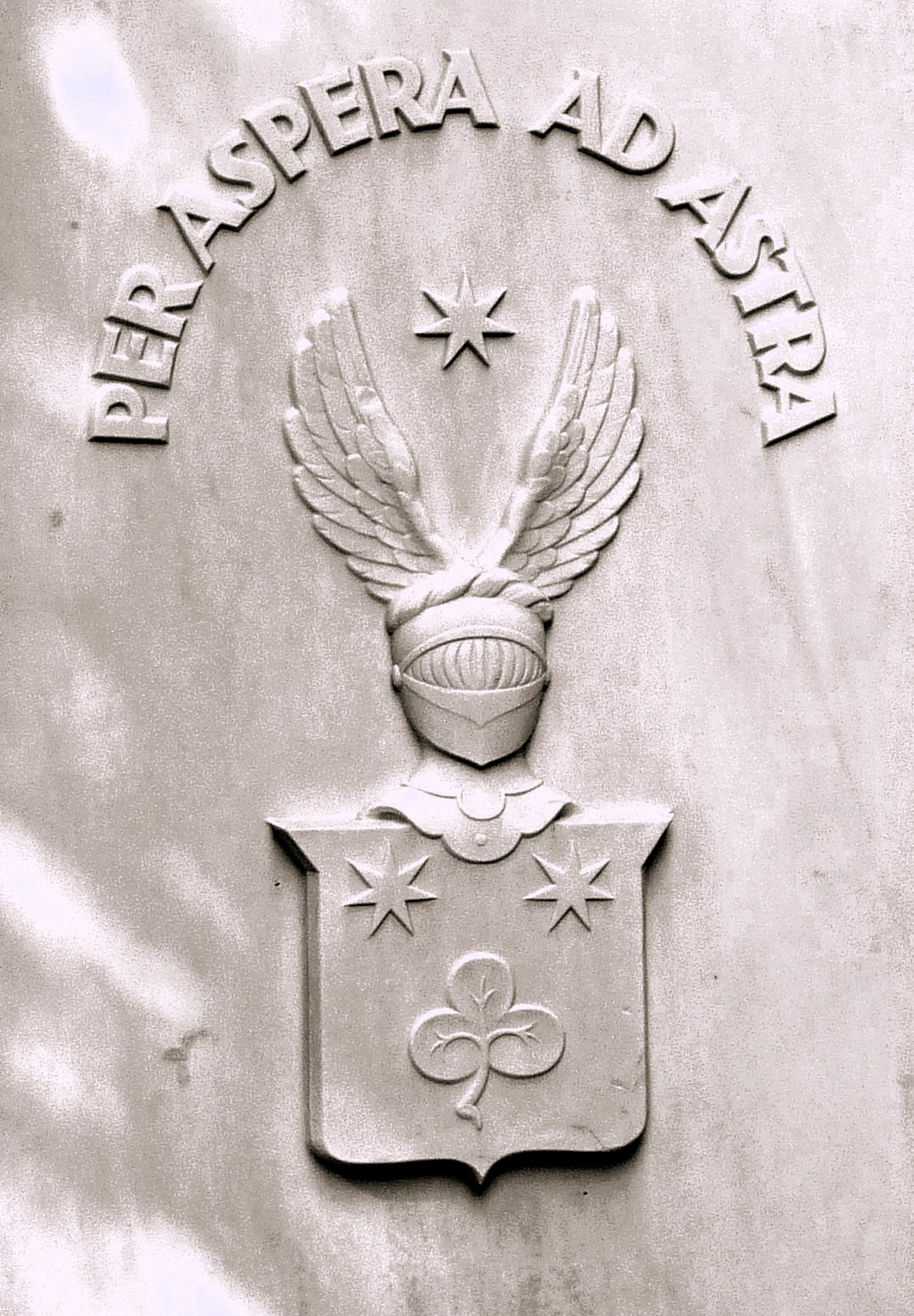
Wappen

Karl Sieveking (* 8. November 1863 in Hamburg; † 2. Mai 1932 ebenda) war ein deutscher Jurist, Verwaltungsbeamter und zuletzt Hamburger Gesandter und bevollmächtigter Minister in Preußen.

## Leben

### Familie
Karl entstammte einer ursprünglich aus Westfalen (OWL) kommenden Familie. Er war der Sohn von Johannes Hermann Sieveking (* 26. Januar 1827 in Hamburg; † 21. Juni 1884 ebenda), zuletzt Senatssekretär und Besitzer des „Hammer Hofes“ (im Osten Hamburgs) und dessen Ehefrau Mary (eigentlich Henriette Maria Elisabeth), Tochter des Kaufmanns Heinrich Johann Merck, (* 1. Februar 1835 in Hamburg; † 2. Oktober 1907 ebenda). Karl Sieveking war sein Großvater.
Karl Sieveking war verheiratet mit Luise, geb. Back (1865–1956). Aus ihrer Ehe ging 1891 Hermann Otto Sieveking hervor, 1895 dessen Schwester Ursula. Seine Grabstätte befindet sich auf dem Nienstedtener Friedhof.

### Werdegang

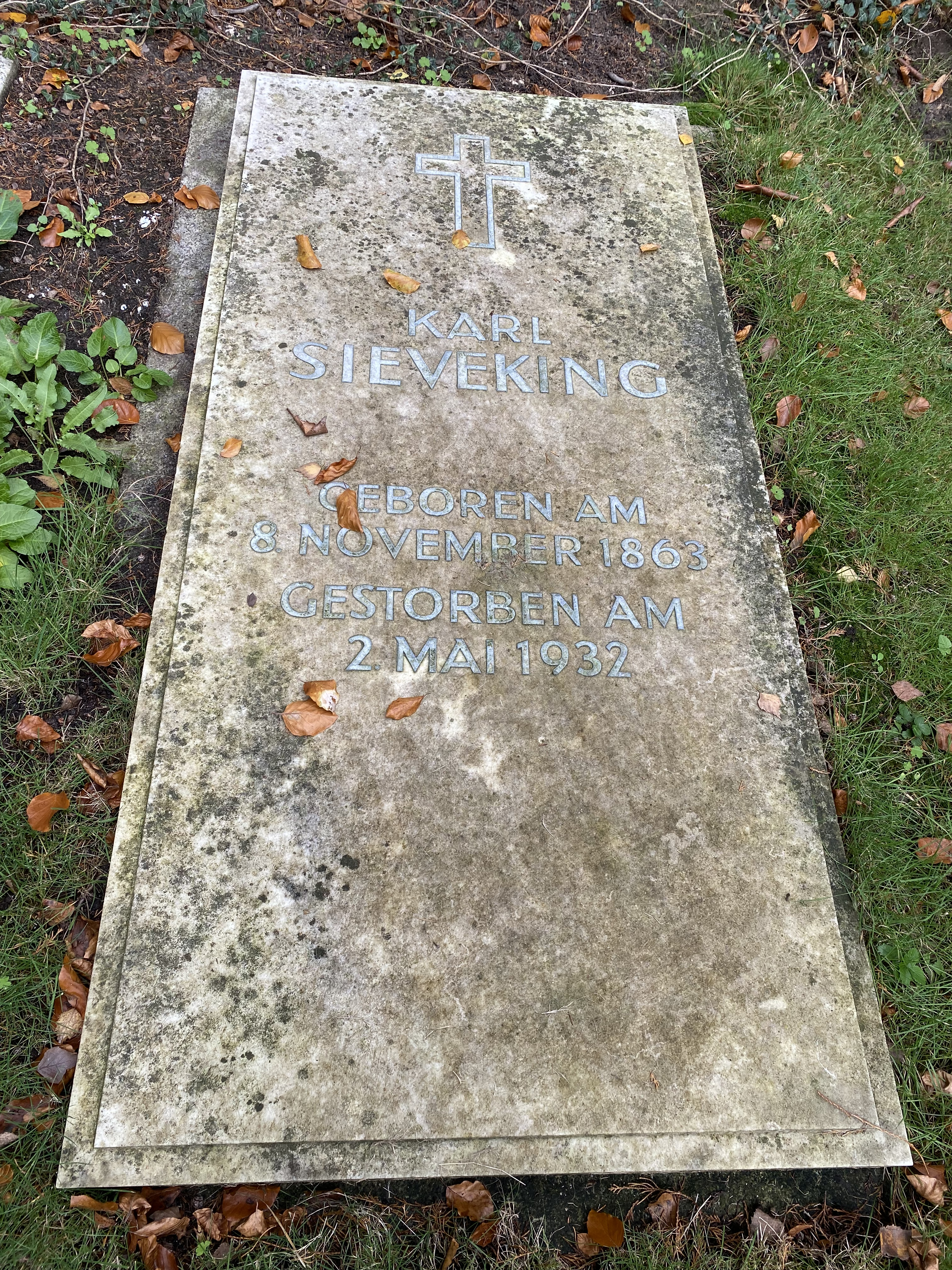
Grabplatte auf dem Nienstedtener Friedhof

Nach dem Besuch der Privatschule von Diercks besuchte er das Gymnasium in Wandsbek. Nach seiner Reifeprüfung studierte er die Rechte an den Universitäten in Leipzig, Genf und Berlin. Danach war er als Referendar am Amtsgericht Wandsbek und am Landgericht Altona tätig, bevor er 1886 in den reichsländischen Vorbereitungsdienst übernommen wurde.
Im Jahre 1890 wurde Sieveking kaiserlicher Regierungsassessor und war als solcher bis 1892 beim Bürgermeisteramt in Straßburg und bis 1898 in der Abteilung des Inneren des Ministeriums tätig. Im selben Jahr wurde er kommissarisch und 1899 Kreisdirektor in Rappoltsweiler. Nachdem er 1903 zum Geheimen Regierungsrat und Vortragenden Rat in der Statthalterei in Straßburg ernannt worden war, wurde er 1906 zum Geheimen Oberregierungsrat ernannt.
Seit 1908 war Sieveking Kommissar des Statthalters beim Bundesrat und wurde 1911 zum elsass-lothringischen Stimmführenden Bevollmächtigten im Bundesrat ernannt.
Sieveking war Rittmeister d. R. beim Wandsbeker Husaren.
Als Nachfolger des am 1. Oktober 1913 in den Ruhestand getretenen Hanseatischen außerordentlichen Gesandten und Bevollmächtigten Minister am preußischen Hof in der Tiergartenstraße 17a in den Ruhestand getretenen Karl Peter Klügmann erwählten die Senate von Hamburg, Bremen und Lübeck Sieveking.
Bis dahin führte der Hanseatische Gesandte auch im Bundesrat die Stimme Lübecks. Der Senat hatte beschlossen, dass fortan Senator Emil Ferdinand Fehling dort stimmführend sein werde und der neuen Hanseatische Gesandte an dessen Stelle des dortigen Stellvertreters treten werde. Damit folgte Lübeck seinen Schwesterstädten. Hamburg nach dem Tode von Bürgermeister Johann Heinrich Burchard Senator Friedrich Sthamer und Bremen nach dem Tod von Bürgermeister Victor Marcus Senator Martin Donandt zum stimmführenden Bundesratsbevollmächtigten bestellt. Auf diesem Wege wurde auch für den Lübeckischen Senat eine engere Fühlung mit dem Bundesrat hergestellt.
Als sein Vorgänger verstarb, war Sieveking nicht nur bei der Trauerandacht in Berlin zugegen, sondern auch bei den Trauerfeierlichkeiten in der lübeckischen Jakobikirche am 22. Juni 1915.
Als die drei Hansestädte nach dem Ersten Weltkrieg die Vertretung ihrer Interessen durch einen gemeinsamen „Hanseatischen Gesandten“ aufgaben und die Städte hierfür einen separaten Vertreter ernannten, führte Sieveking als Gesandter der Hansestadt Hamburg das Amt, bis er 1920 in den Ruhestand trat und der Senator Justus Strandes sein dortiger Nachfolger wurde.

## Werke
- Die deutsche Verwaltung in Elsaß, Verlag Georg Stilke, Preussische Jahrbücher, Band 190, Berlin 1922.

## Auszeichnungen
- Roter Adlerorden 3. Klasse mit Schleife
- Kronenorden 2. Klasse
- Großkomtur des bayerischen Verdienstordens vom Heiligen Michael
- Offizier des sächsischen Albrechts-Ordens
- Großkreuz vom Braunschweiger Hausorden Heinrichs des Löwen